# De pårørende – når ens barn rammes af psykisk sygdom
De pårørende – når ens barn rammes af psykisk sygdom er en dansk dokumentarfilm fra 2021 instrueret af Vibe Mogensen.

## Handling
Der er en ekstrem usikkerhed ved at leve tæt på og elske et psykisk sygt menneske, som kan svinge i sit sygdomsforløb og for eksempel blive selvskadende eller udadreagerende. Og det overbelastede system kan have mere eller mindre plads til at hjælpe. Psykisk sygdom er blevet Danmarks nye folkesygdom nummer et, men alligevel er den fortsat forbundet med tabu. Denne film er blevet til i det ellers helt tavshedsbelagte terapirum, hvor fem forældre til psykisk syge voksne børn mødes for at lære at leve med deres vilkår. Børnenes diagnoser er forskellige, men den belastning, som deres forældre lever med, er den samme: De er bundet til børnene i kærlighed og sygdommen er langvarig, måske kronisk.

## Medvirkende
- Birgitte von Barm
- Hanne Tychsen
- Jette Nørgaard
- Lene E. Karlsson
- Marianne Sørensen
- Tommy Sørensen